# Diacara tigris
Diacara tigris là một loài chân đều trong họ Oniscidae. Loài này được Dollfus miêu tả khoa học năm 1895.